# Нема разлога за узбуну (филм)
„Нема разлога за узбуну” је југословенски ТВ филм из 1965. године. Режирао га је Берислав Макаровић а сценарио је написао Dennis Spooner.

## Улоге
| Глумац            | Улога |
| ----------------- | ----- |
| Звонимир Ференчић |       |
| Јован Личина      |       |
| Невенка Стипанчић |       |
| Иван Шубић        |       |
| Круно Валентић    |       |
| Мирко Војковић    |       |